# Конский грипп
Конский грипп — заболевание, вызванное штаммами гриппа А, которые являются энзоотическими у видов лошадей. Конский грипп встречается во всем мире, ранее вызванный двумя основными штаммами вируса: лошадь-1 (H7N7) и лошадь-2 (H3N8).
 В настоящее время МЭБ считает, что штамм H7N7, возможно, является исчезнувшим, поскольку не выделялся на протяжении более чем 20 лет. Преобладающими международными циркулирующими штаммами H3N8 является флоридская суб-линия в американской линии; клада 1 преобладает в Америке и клада 2 — в Европе. (Elton and Cullinane, 2013; Paillot, 2014; Slater et al., 2013). Болезнь имеет почти 100%-ную степень восприимчивости у непривитой лошадиной популяции, не имевшей предварительного контакта с вирусом.

Хотя конский грипп, насколько известно, не влияет на людей, последствия прошлых вспышек были разрушительными из-за экономической зависимости от лошадей для связи (почтовая служба), армии (кавалерия) и общей транспортировки грузов и людей. В наше время последствия конного гриппа наиболее очевидны в индустрии скачек.

## Клинические симптомы
Конский грипп характеризуется очень высокой скоростью передачи среди лошадей и имеет относительно короткое время инкубации от одного до трех дней.
 Клинические симптомы конского гриппа включают лихорадку (до 106 °F [41,1 °C]), носовые выделения, сухой кашель, депрессию, потерю аппетита и слабость.
 Вторичные инфекции могут включать пневмонию.
 У лошадей, которые были слабо задеты болезнью, выздоровление проходит в течение 2-3 недель, в некоторых случаях может продлиться до 6 месяцев.

В докладе 1872 года о конском гриппе, заболевание описывается следующим образом:

"An epizootic specific fever of a very debilitating type, with inflammation of the respiratory mucous membrane, and less frequently of other organs, having an average duration of ten to fifteen days, and not conferring immunity from a second attack in subsequent epizootics."— James Law, Report of the Commissioner of Agriculture for the year 1872

## Причины и воздействие
Конский грипп вызван несколькими штаммами вируса грипп А, эндемичным для лошадей. Вирусы, вызывающие конский грипп, были впервые выделены в 1956 году. Вирус лошади-1 поражает сердечную мышцу, тогда как вирус лошади-2 является гораздо более тяжелым и системным.

Вирус распространяется зараженными, кашляющими лошадьми в дополнение к зараженным ведрам, щеткам, клейму и другому оборудованию конюшни. Вирус гриппа вызывает симптомы путем репликации в респираторных эпителиальных клетках, что приводит к разрушению трахеального и бронхиального эпителия и ресничек.

## Лечение
Когда лошадь контактирует с конским гриппом, рекомендуется поддерживать уход и поддержку, чтобы не появились осложнения. Ветеринары рекомендуют по крайней мере одну неделю отдыха на каждый день, когда лихорадка сохраняется с минимальным отдыхом на три дня. Это позволяет восстановить поврежденный слизистый аппарат. Нестероидные противовоспалительные препараты вводят, если лихорадка достигает более 104 °F (40 °C). Если возникают осложнения, такие как начало пневмонии, или если лихорадка длится более 3-4 дней, часто назначают антибиотики.

## Профилактика
Предотвращение вспышек конского гриппа поддерживается с помощью вакцин и процедур гигиены.

Изоляция лошадей в течение двух недель является обычной практикой, когда их перемещают в новую среду.

### Вакцина
Вакцины (ATCvet коды:  QI05AA01 инактивированный
,  QI05AD02 вживую, плюс различные комбинации
) являются серьезной защитой от этой болезни. График вакцинации обычно требует первичного курса вакцин, за которым следует ускоритель. Рекомендуется, чтобы лошади были вакцинированы против конского гриппа ежегодно, а соревнованиям лошадей, которые часто путешествуют, каждые шесть месяцев получают ракеты-носители, поскольку они подвергаются более высокому риску заражения вирусом
 Жеребцов сначала вакцинируют в возрасте шести месяцев с помощью бустера спустя 3-6 недели спустя и снова между 10-12 месяцами.
 Стандартные режимы могут не поддерживать абсолютно надежные уровни защиты, и более частые администрации рекомендуется в ситуациях высокого риска

Конский вирус гриппа (EIV) подвергается непрерывному антигенному дрейфу, а защита вакцин от иммуногенной стимуляции максимизируется, когда штаммы вакцин имеют большую гомогенность для циркулирующих штаммов. Субклинически затронутые вакцинированные лошади могут передавать живой вирус и представлять угрозу для невакцинированных или неправильно вакцинированных лошадей. Нейтрализующий иммунитет, приводящий к отсутствию инфекции, встречается редко. (Paillot, 2014). Экспертная группа МЭБ ежегодно оценивает циркулирующие штаммы и делает соответствующие рекомендации по вакцинам.
Великобритания требует, чтобы лошади, участвующие в конных соревнованиях были вакцинированы против конского гриппа, и чтобы была подготовлена карточка для вакцинации; Международная федерация конного спорта требует делать вакцинацию каждые шесть месяцев.